# Angus Lewis Macdonald
Pour les articles homonymes, voir Macdonald.
Angus Lewis Macdonald (né le 10 août 1890, décédé le 13 avril 1954) était un avocat, professeur et homme politique néo-écossais.

## Biographie
Il a été premier ministre de la province canadienne de la Nouvelle-Écosse de 1933 à 1940, et de nouveau de 1945 à 1954.